# Martin Geier

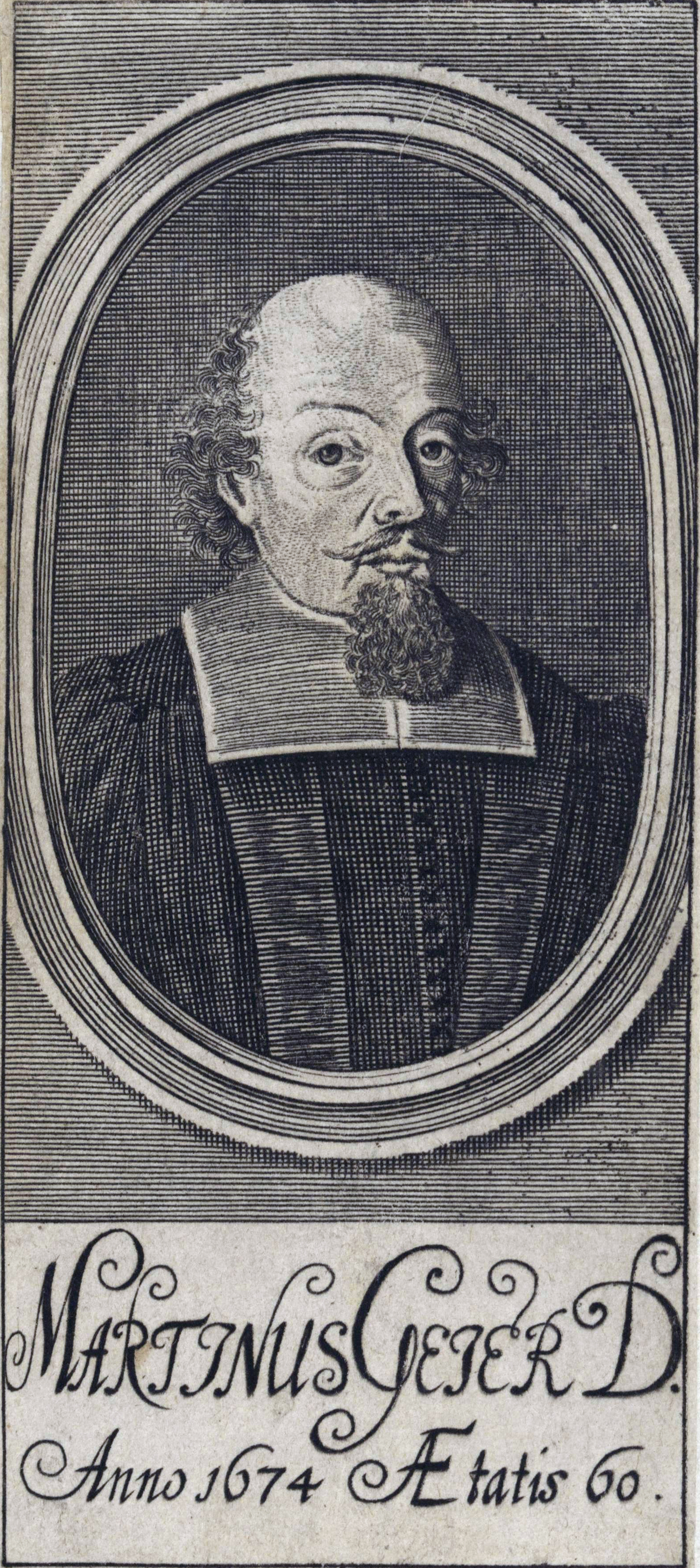
Martin Geier im Jahr 1674

Martin Geier (auch: Geyer; * 24. April 1614 in Leipzig; † 12. September 1680 in Freiberg) war ein deutscher lutherischer Theologe.

## Leben
Martin Geier wurde als Sohn des gleichnamigen Leipziger Kauf- und Handelsmannes und dessen Frau Sabina Fischer († 27. Juli 1615 in Leipzig) geboren. Am 8. April 1618 wurde er in der Leipziger Ratsschule eingeschult, besuchte ab dem 8. April 1621 die Leipziger Nikolaischule und ab September 1625 die Stadtschule in Torgau. So vorgebildet, immatrikulierte er sich am 10. April 1628 an der Universität Leipzig, erwarb sich am 14. März 1629 das Baccalaurat der Philosophie, wechselte im Mai 1631 an die Universität Straßburg und am 26. September 1632 an die Universität Jena. Zurückgekehrt nach Leipzig erwarb er 2. Mai 1633 den akademischen Grad eines Magisters, wechselte am 24. Juni 1633 an die Universität Wittenberg und setzte dort seine theologischen Studien fort. Er kam im Haus von Jacob Weller unter. Daneben besuchte Geier die Vorlesungen von Wilhelm Nigrinus, Paul Röber, Wilhelm Leyser I., Johann Hülsemann und Martin Trost. Am 19. Juni 1636 erwarb er sich in Wittenberg die Vorleseerlaubnis eines Magister legens, unterrichtete die hebräische Sprache und kehrte im Mai 1637 wieder nach Leipzig zurück. Hier wurde Heinrich Höpfner sein weiterer Förderer. Am 19. August 1639 wurde Geier Professor der Hebräischen Sprache an der Leipziger Hochschule.
Geier wollte jedoch eine theologische Laufbahn einschlagen, so wurde er in Leipzig 1643 Subdiakon, 1645 Diakon, 1657 Archidiakon und stieg 1659 zum Pfarrer an der Leipziger Thomaskirche auf. Nachdem er am 15. September 1645 zum Lizentiaten und am 8. Juli 1658 zum Doktor der Theologie promoviert hatte, wurde Geier am 22. September 1658 Assessor der theologischen Fakultät, sowie ordentlicher Professor derselben. Er war im Wintersemester 1659 Rektor der Leipziger Alma Mater, wurde im Wintersemester 1662/63 Dekan der theologischen Fakultät und am 31. Oktober 1661 zugleich Superintendent von Leipzig, sowie Konsistorialrat. Am 3. Juli 1646 war er Taufpate von Gottfried Wilhelm Leibniz in der Leipziger Nikolaikirche. Während seiner Leipziger Zeit richtete er unter anderem das Collegium Gellianum ein. Nachdem Jacob Weller gestorben war, berief ihn 1665 der Kurfürst Johann Georg II. von Sachsen als Oberhofprediger und Kirchenrat nach Dresden.
Obwohl er zunächst das Amt nicht ausführen wollte, konnte ihn jedoch der Kurfürst durch Zureden dazu bewegen. Geier galt als theologischer Eiferer, der auch vor Strafen nicht zurückschreckte. Zudem ist er als geistlicher Liederdichter, alttestamentlicher Exeget und Erbauungsschriftsteller hervorgetreten.

## Familie
Geier war zwei Mal verheiratet. Seine erste Ehe schloss er am 17. Juni 1645 in Leipzig mit Margarita Schürer (* 10. Januar 1628 in Leipzig; † 20. November 1654 ebenda), die Tochter des Leipziger Buchhändlers Zacharias Schürer (* 19. August 1597 in Leipzig; † 18. Januar 1629 ebenda) und dessen Frau Margarita Blume (* 17. Mai 1607 in Wittenberg; † 29. Oktober 1647 in Leipzig). Aus der Ehe stammen zwei Söhne und eine Tochter.
- Gottfried Geier (* 22. Oktober 1648 in Leipzig; † 26. April 1649 ebd.)
- Matthias Geier (* 21. März 1651 in Leipzig; † 3. Juli 1666 ebd.)
- Margarita Geier (* 20. November 1654 in Leipzig; † 11. August 1656 ebd.)

Nach dem Tod seiner ersten Frau, ging Geier am 26. Mai 1656 in Leipzig mit Christina Elisabeth Carpzov (* 20. Oktober 1641 in Leipzig; † 7. September 1703 in Dresden), der Tochter des Johann Benedikt Carpzov I., die zweite Ehe ein. Aus der Ehe stammen zwei Söhne und zwei Töchter.
- Johann Benedikt Geier (* 18. September 1659 in Leipzig; † 29. Oktober 1659 ebd.)
- Catharina Elisabeth Geier (* 28. Mai 1661 in Leipzig; † 22. August 1730 in Dresden) verh. 25. November 1678 in Dresden mit dem Juristen Dr. jur. Johann Georg Börner (* 6. August 1646 in Dresden; † 2. Mai 1713 ebd.)
- Johanna Christina Geier (* 5. März 1664 in Leipzig; † 28. April 1709 in Dresden) verh. 23. Januar 1682 in Dresden mit dem sächsischen Geheimrat und Oberbergwerksdirektor Johann Aegidus Alemann (* um 1655 in Dresden; † 4. Oktober 1719 in Schmiedeberg), den Sohn des Bergrats Johann Alemann
- Johann Christian Geier (* 12. Februar 1665 in Leipzig; † 24. Februar 1687 ebd.)

## Werke (Auswahl)
- Diss. philol. posterior de ritibus lugentium apud Ebraeos antiquos. Wittenberg 1636 (Online)
- Explicatio dicti Ezech. 14, 9. Et propheta cum erraverit. Wittenberg 1637 (Präsens: Wilhelm Leyser, Online)
- Diss. philol. hist. de veterum Ebraeorum ratione coenandi, & eo spectantibus. Lanckisch, Leipzig, 1639 (Online)
- Protevangelium Genes. III, 15. Leipzig, 1641 (Online)
- Messiae Mors, Sepultura, Ac Resurrectio, Ex Jesaiae LIII.v.8.9.10. Ritzsch, Leipzig, 1645 (Online); Spörl, Leipzig, 1679 (Online)
- Biga dissertationum, nempe Protevangelium, Genes. III, 15., ut et Messiae mors, sepultura, ac resurrectio, Jes. LIII, 8. 9. 10. Ritzsch, Leipzig, 1651 (Online)
- Proverbia Regum Sapientissimi Salomonis: Adiecti Sub Finem Sunt Necessarii Indices. Grosse & Lanckisch, Leipzig, 1653 (Online); Lanckisch, Leipzig, 1688 (Online); Lanckisch, Leipzig, 1699 (Online)
- De Ebraeorum Luctu lugentiumq[ue] ritibus: E Sacris praecipue, nec non R. Mosis B. Maimom tit. Efel, aliisq[ue]. Grosse & Lanckisch, Leipzig, 1656 (Online), Leipzig 1666 (Online)
- Köstliches Aqua vitae Oder Lebens-Wasser: aus Joh. 4/ 13. 14. (Wer dies Wasser trincket/ den wird wieder dürsten; Wer aber des Wassers/ etc.) Betrachtet bey Christlicher Leichenbestattung Des … Herrn Tobiae Michaelis/ Weitberühmten Musici und bey dieser Stadt Leipzig wohlverordneten Directoris Chori Musici, Sel. am Tage seiner Beerdigung Welcher war der 30. Junii 1657. Köler, Leipzig, 1657 (Online)
- Disp. theol.&#156;de precibus pro defunctis, opposita pontificiis. Ritzsch, Leipzig, 1658 (Online)
- Civibus universitatis Lipsiensis & cumprimis. Ritzsch, Leipzig, 1658 (Online)
- Zwiefache Treue 1. Des mit Gott verbundenen Menschen/ 2. Des gnädig-belohnenden Gottes: Aus dem Spruch Apoc. II, 10. Sey getreu bis an den Todt/ so wil ich dir die Krone des Lebens geben; Bey ansehnlicher Leichbestattung Der … Frauen Barbaren/ Des … Hn. Leonhard Laubens/ Bürgers und Wohlbenahmten Handelsmans allhier zu Leipzig gewesenen Ehelichen HausFrau/ welche … den 17. Maij dieses 1659. Jahrs die Welt gesegnet/ und den 20. eiusd. Christlich in ihr Ruhekämmerlein gebracht worden; In etwas ausgeführet. Wittigau, Leipzig, 1659 (Online)
- Der Sterbenden erwünschter Wechsel/ Da sie kommen 1. aus dem Elende zur Seeligkeit; 2. aus der Unruh zur Ruhe; 3. aus der Müh zur Belohnung: Aus dem Spruch/ Offenb: c. 14. v. 13. Seelig sind/ die im Herrn [et]c. Bey … Leichbestattung Des … Hn. Michael Planckens/ Wolbenamten Bürgers und Handelsmans allhier/ Welcher im 33. Jahr seines Alters den 18. Febr. dieses A. 1659. Jahres … entschlaffen/ und hierauff den 22. Febr. Christlich zur Erden bestattet worden; in etwas erkläret/ und … in Druck gegeben. Ritzsch, Leipzig, 1659 (Online)
- Der Gläubigen/ 1. Außerlesene/ 2. Ruhige/ 3. Selige Hoffnung/ Aus dem 39. Psalm/ v. 8. 10. Nun Herr wes sol ich mich trösten/ [et]c.: Bey … Leichbestattung Des … Herrn Christian Hetzers … Cramermeisters … allhier/ Welcher den 15. Martij dieses 1659. Jahrs … entschlaffen/ im 59. Jahr seines Alters/ und folgenden 18. Martii … zu seiner Ruhe gebracht worden; in etwas ausgeführet/ und hernach … in Druck gegeben. Bauch, Leipzig, 1659 (Online)
- Der Frommen 1. besondere/ 2. bequeme/ 3. heilsame Hinwegraffung; Aus dem Spruch Jesa. 57/ 1. 2. Die Gerechten werden weggerafft für dem Unglück/ [et]c.: Bey ansehnlicher Leichen-Bestattung Des … Hn. Gottfried Trüben/ Erbsassen auff Selderhausen/ und Chur- und Fürstl. Durchl. zu Sachsen zum Ober-Hoff-Gerichte allhier wohlverordneten Protonotarii … Als derselbe am 2. Nov. dieses 1659. Jahrs … entschlaffen/ und folgends den 7. eiusd. in der Pauliner Kirche … zu seiner Ruhekammer gebracht worden … erkläret/ und … zum Druck befördert. Michael, Leipzig, 1659 (Online)
- Gott der beste Patron Deme man seine Wege am sichersten befiehlt/ und der es auch mit uns am besten machet: Aus dem XXXVII. Psalm/ vers. 5. Befihl dem Herrn deine/ [et]c. gezeuget bey ansehnlicher Leichbestattung Des … Herrn Johann Borns/ auff Hilmersdorff/ Vornehmen ICti, Profess. Publ. des Ober-Hoff-Gerichts Advocati Ordinarii … Als derselbe den 4. Augusti dieses lauffenden 1660. Jahrs sein sechtzigjähriges Leben selig beschlossen/ und den 7. eiusdem hierauff in der Pauliner Kirchen allhier in sein Ruhekämmerlein … gebracht worden. Michael, Leipzig, 1660 (Online)
- Disputatio Theologica De Precibus Pro Defunctis. Bauhofer, Jena, 1660 (Online)
- 1. Gefährliche Entzündung/ 2. Und Heilsame Kühlung/ Aus dem Spruch Davids Psalm 39, 4. 5. Mein Hertz ist entbrand etc. Herr lehre doch mich/ daß ein Ende etc.: Bey Ansehnlicher Leichbestattung Des […] Johannis Preibisii, des Frauen Collegii gewesenen Senioris, der Philosophischen Facultät Assessoris, des Raths und […] Stadrichters alhier […] Als derselbe […] am 5. Sept. Anno 1660. sein Ziel seliglich erreichet/ und darauff den 11. eiusdem in sein Ruhkämmerlein bracht worden/ In einer Predigt fürgetragen/ und […] zum Druck befödert. Wittigau, Leipzig, 1660 (Online)
- De adventu Domini glorioso ad supremum iudicium meditatio : super dictum prophetico-apostolicum patriarchae Henochi ex epist. Judae com. XIV. XV. Koler, Leipzig, 1660 (Resp. Johann Friedrich Leipbnitz, Online)
- Disquisitio Theologica De Superstitione. Lanckisch, Leipzig, 1660 (Online); Leipzig, 1684 (Online)
- Theologische Erklärung Aus dem Psal. 119/ 115: Weichet von mir ihr Boßhafftigen/ ich wil halten die Gebot meines Gottes: Gethan/ Von dem Fürtreflichen Theologo … Johann Hülsemann … Als derselbe im 59. Jahr seines Alters diese streitende Kirche gesegnet … dem Leibe nach/ in sein Ruhestetlein in der Kirchen zu S. Nicol. allhier/ bey höchst-ansehnlicher Gegenwart und Frequenz gebracht worden Den 16. Iunii, Anno 1661. Wittigau, Leipzig, 1661 (Online)
- Erweckung heilsamer Sehnsucht/ Aus dem Spruch Jesa. 26/16. Herr wenn Trübsal da ist/ so suchet man dich/ [et]c.: Bey Christlicher Begräbnüß Des … Herrn Adam Mohrs/ Alten wolbenahmten Bürgers und Tuchhändlers bey dieser Stadt Leipzig/ Als derselbe im 66. Jahr seines Alters diese Welt gesegnet/ und hierauff den 4. Octob. dieses 1661. Jahrs zu seiner Ruhe bracht worden; erwogen/ und hernach … zum Druck gegeben. Michael, Leipzig, 1661 (Online)
- Unverzagter Muth, aus dem 5. und 6. vers. Ps. 118. … Bey Christlicher Leichbestattung Der … Frauen Marien, gebornen Sacerinn, Des … Herrn Johann Werners des ältern … Hauß-Ehre, als dieselbe … den 20. Febr. Ann. 1661. zu ihrem Ruhstätlein bracht worden. 1661; Uhlmann, Leipzig 1676 (Online);
- Conformitas Judaeo-papistica in loco de Scriptura Sacra. Leipzig 1661 (Resp. Heinrich Holwel, Online)
- Das Menschliche Leben/ Aus dem Psalm 90/ v 10. betrachtet: Bey volckreicher Bestattung Des … Johann Fuchsen/ Alten Bürgers und Custodis bey der Kirchen zu S. Thomas allhier: Welcher am 8. April/ im Jahr 1648. … verschieden/ und den 12. eiusdem in sein Ruhebettlein eingesencket worden. Auff Begehren in Druck gegeben. Köhler, Leipzig, 1663 (Online)
- Die Gott wohlgefällige Seele: Aus dem Spruch Sapient. IV, 13. 14. Er ist bald vollkommen worden/ denn seine Seele gefället Gott [et]c. Bey … Leichen-Begängnüß Des … Johann-Georgen von Ponickau … In der Kirchen zn St. Thomas in Leipzig am 30. Tag Augusti An. 1664. erwogen/ und hernach auff Begehren zum Druck abgegeben. Christian Michael, Leipzig, 1664 (Online)
- Gott I. unser bester Beschützer/ und II. rechter Beförderer/ (Aus Psalm. 3/ 4: Aber du/ Herr/ bist der Schildt für mich/ und der mich zu Ehren setzet/ und mein Häupt auffrichtet:): Bey … Leichenbestattung Des … Hn. Johann Zaulichs/ Bürgers und wolbenamten Handelsmanns allhier in Leipzig/ Als derselbe am 3. Julii dieses 1663. Jahres zu Naumburg diese Welt gesegnet/ und hernach allhier zu Leipzig … in sein Ruhekämmerlein versetzet worden. Köler, Leipzig, 1664 (Online)
- Der wiederfundenen und Erlöseten Schäfflein Christi Schmertzens freye Freude, aus Jesa. 35/10. … Bey ansehnlicher Leich-Bestattung Des … Herrn D. Johann Schilters, Berühmten JCti, des Chur- und Fürstl. Sächs. Ober-Hof-Gerichts … Als derselbe … am 23. Junii dieses 1664. Jahrs, diese Welt gesegnet. Wittigau, Leipzig, 1664 (Online)
- Der von allem Volck erwüntschte Lange: Oder des Samuelis 1. Fürstellung/ 2. Anweisung/ und 3. Gluckwüntschung/ So er bey dem neuerkohrnen Saul fürgenommen/ I. Sam. X, 23. 24.: Bey Christlicher Investitur … Als … Herr Samuel Lange … Zum Superintendenten-Ambt zu Leipzig am 26. Iulii Anno 1665. öffentlich eingewiesen ward. Löffler & Bergen, Dresden, 1665 (Online)
- Heilsames Verbündnüß Eines mit Einem/ Das ist/ Christliche Trau- und EinsegnungsRede/ bey dem Fürstlichen Beylager Des … Herrn Georg Albrechts/ Marggrafen zu Brandenburg … und Der … Fr. Sophien Marien/ gebornen Gräfin zu Solms ..: In Hochansehnligster Gegenwart Chur- und Fürstlicher … Personen/ auf dem Churfürstl. Sächs. Schlosse zu Colditz am 1. und 2. Novemb. Anno 1665. gehalten. Friedrich Lanckisch, Leipzig, 1665 (Online)
- Eingang Zum neuen Amt am H. Neuen Jahrstage: Als Auff des Durchlauchtigsten/ Hochgebohrnen Fürsten und Herrn/ Herrn Johann. Georgii II. Hertzogen zu Sachsen/ Jülich/ Clev und Berg/ des Heil. Römischen Reichs Ertz-Marschalln und Churfürsten/ [et]c. [et]c. Gnädigsten Beruff und Verordnung Im Namen Jesu Das Ober-Hoffprediger-Amt/ und was dem anhängig/ Anno MDCLXV. angetreten. Friedrich Lanckisch, Leipzig, 1665 (Online)
- Endliches Hinaußgehen/ Aus dem Tempel zu S. Thomas in Leipzig: Als Auff gnädigsten Beruff Ihrer Chur-Fürstl. Durchl. zu Sachsen/ Hertzogs Johann. Georgii des Andern/ Des Heil. Römischen Reichs Ertz-Marschalln und Chur-Fürsten/ [et]c. [et]c. seines Gnädigsten Herrns und Landes-Vaters/ Am Sontag Judica/ war der Tag Gregorii des Bischoffs/ aus dem gewöhnlichen Evangelio/ seinen Abschied nahm. Lanckisch, Leipzig, 1665 (Online)
- Der Edle Friedeman: Bey Hochansehnlicher/ Adelicher und Volckreicher Leichbestattung Des … Herrn Friedemans von Selmnitz/ [et]c. Des … Herrn Ernst Friedemans von Selmnitz/ Auf Strausfurth/ Vehra/ Steinburg und Kranichborn/ [et]c. Churfürstl. Durchl. zu Sachsen … Raths/ Kammerherrens und Oberaufsehers der Graffschafft Mansfeld … Sohns/ Als derselbe am 9. Martij dieses 1665. Jahres/ in der Kirchen zu S. Thomas in Leipzig/ in sein Ruhkämmerlein … eingeleget worden/ In damahliger Leichenpredigt aus Sapien. IV, 7.*14. … erwogen/ und … zum Druck gegeben. Hahn, Leipzig, 1665 (Online)
- Letzte Befreyung aus allen Sünden- und Angst-Netzen: Bey Christlicher Leichbestattung Der … Susannen Heerbrandin/ geborner Friedelin/ Des … Valentini Heerbrands/ Churfürstl. Durchl. zu Sachsen ältisten und wolverdienten Hof-Predigers/ hertzliebsten Hauß-Ehre/ Als Dieselbe/ dem Leibe nach/ am 27. April. dieses 1665. Jahres in der Sophien-Kirche zum Ruhe-Kämmerlein bracht worden. Bergen, Dresden, 1665 (Online)
- Das Letzte, und das Beste, Aus Psalm LXXIII, 25. 26. … Bey Christlicher Leichbestattung Des … Herrn Petri Sibes, Aus dem Stifft Bremen, LL. St. Als derselbe … am 17. Febr. Anno 1665. seinen letzten Schluß an diesem Weltwesen gemachet … Köler, Leipzig, 1665 (Online)
- Christliche Landtags-Predigt: Darinnen aus dem 2. Sam. V,1.2. Die genaue Verwandnüß (1.) des herrschenden Haubts und (2.) der willigen Glieder/ gewiesen worden/ Als … Johann Georg Der Andere/ Hertzog zu Sachsen … Seine getreue Land-Stände den 5. Martii dieses 1666 Jahres Nachher Dreßden verschrieben/ ihnen … die proposition gnädigst zu eröffnen. Löffler, Meißen, 1666 (Online)
- Die Erlösete Löserin und Muthige Miltitzin, aus den Worten Salomons, Sprüchw. XIV, 32. … bey dem Hochadelichen und Hochansehnlichen Leichbegängnüß Der … Fr. Annen Margariten, gebohrner Löserin, aus dem Hause Kittlitz, Des … Herren Haubolds von Miltitz, auff Scharffengergk … Eheliebsten. Günther, Meißen, 1667 (Online)
- D. O. M. S. in Salomonis Regis Israel Ecclesiasten Commentarius: succinctus, dilucidus, fontiumque præcipue Ebræorum mentem genuinam una cum usu evolvens. Riese & Wittigau, Leipzig, 1668 (Online); Tarnov, Leipzig, 1706 (Online)
- Himmlische Härtung der rechten Reinharten, aus dem Jerem. I, 17. 18. 19. Bey Christlicher Investitur und Einweisung Des … Herrn Eliae Siegmund Reinharts, Der H. Schrifft berühmten Doct. und Prof. P.. Lanckisch, Leipzig, 1668 (Online)
- Der Geistliche Braut-Schmuck/ Bestehend in einem Dreyfachen Kleinod/ Nemlich Glauben/ Liebe/ Hoffnung: Aus I. Cor. XIII. 13. An. Christi 1669. in der Schloß-Kirchen zu Dreßden. 1669, Boetius, Frankfurt, 1689 (Online)
- Liebes-Probe/ sam[m]t der Probe Nutz/ aus dem Worten Psal. LXXI, 20. 21: Herr du läßest mich erfahren viel und große Angst: bei … Leichenbestattung Der … Fr. Annen/ gebornen Krammin/ Des … Christophori Bulaei, Der Heil. Schrifft … Doctoris … Hauß-Ehre/ als dieselbe am Fest-Tage Johannis B. An. 1669. … zu ihrem Ruhe-Kämmerlein gebracht worden/ Christlich betrachtet/ und auff erfodern zum Truck befödert. Seyffert, Dresden, 1669 (Online)
- Der getreue Lehn-mann Gottes/ Als 1. Mutig/ 2. Beständig/ und 3. ämsig aus Actor. 20, 24. (Der heil. Geist bezeuget in allen stäten/ und spricht: bande [et]c.): Bey dem Actu Investiturae, Als Auff Churf. Durchl. zu Sachsen Gnädigsten Befehl/ am 24. Aug. Anno 1670. Der … Herr Georgius Lehman/ Der Heil. Schrifft Doctor, des Chur- und Fürstl. Consistorii Assessor &c. Zum Pastorat zu S. Nicolai, wie auch der gesamten Leipzigischen dioeces Superintendenten-amt Christlich eingewiesen worden; fürgestellet/ und … numehr in Druck gegeben. Bergen, Dresden, 1670 (Online)
- Betrachtung Der Sterbligkeit: Bey unterschiedenen Leich-begängnissen/ nach anleitung fürgegebener Sprüche. Christian Kirchner, Leipzig, 1670, Bd. 1 (Online, schlechter Scan); Bd. 2 (Online); Bd. 3 (Online); Weidemann, Leipzig, 1687 Bd. 1 (Online); Bd. 2 (Online) enthält folgende Leichenpredigten:
  - 1. Bd.
    - Beschreibung des menschlichen lebens, aus Psal. XC. 11. Unser Leben währet etc. gehalten Herrn Johann Fuchsen, Küster zu St. Thomas den 12. April 1648[6]
    - Dreyfacher seuffzer eeines sterbenden (umb erhören, erblicken, erlösen aus Psal. LXIX, 18.19.20. Erhöre mich Herr, denn deine güte ist tröstlich etc.) Herr Georg Fuchsen, buchhaltern, den 9. Mai 1655.[7]
    - Der sterbenden Christen bestand, aus Psal. LXXIII, 25. 26 Herr wenn ich nur dich etc. Frau Elisabeth Kramerin, den 19. August 1656.[8]
    - Fröhliches Valete aus Psal. XXXIV, 2.3.4.5. Ich will den Herrn loben allezeit etc. Fr. Ursulae Richterin, den 14. April 1657.[9]
    - Köstliches Aqua vitae oder lebens wasser, aus Joh. IV, 13.14. Wer diß wasser trincket, den wird etc.. Herr Tobias Michaelis, Musici und Leipziger Chori Musici Directoris, den 30. Juni 1657.[10]
    - Unzertrennlicher liebes und zwischen Gott und der gläubigen seele aus Rom. IIX, 38.39. Ich bin gewiß, daß weder tod noch leben etc.. Frau Annen, Herr Bened. Hassert, Amtsschössers Leipzig hinterlassener wittwen, den 27. August 1657.[11]
    - Aengstlicher und doch muthiger Christen-tod, aus Psal. XXV, 17.18. Die Angst meines hertzens ist groß etc. Herrn Christoph Duseln, bürger und handelsmanne, den 28. August 1657.[12]
    - Des traurens frölicher ausgang, aus Psal. CXXVI, 5.6. Die mit thränen säen, werden etc. Frau Annen Marthen Göringin, den 7. Dec. 1657.[13]
    - Der sterbenden erwünschter wechsel, aus Apoe. XIV, 13. Selig sind die todten, die im Herrn sterben etc. Herr Michael Plancken, bürgern und kauffmanne, den 18, Febr. 1659.[14]
    - Der kinder Gottes Gnaden- und Ehrenstand, aus I. Joh. III. 1.2. Sehet, welch eine liebe hat uns der Vater erzeiget etc. Herrn D. Heinrich Volckmarn/in Jur. Facult. P.P. & Assessori, den 2. Martii 1659[15]
    - Das andere rechte leben, darauff der alte Tobias gehoffet, aus Tob. II, 8. Wir warten auff ein leben etc. Meister Tobia Planern, bürger und beckerobermeister, den 13. Martii 1659.[16]
    - Der gläubigen auserlesene, ruhige, selige hoffnung, aus Psalm XXXIX, 8. 10. Nu Herr, wes soll ich mich trösten etc. Herrn Christian Hetzern, bürgern und cramermeister, den 18. Martii 1659.[17]
    - Zwiefache treue, I. des mit Gott verbundenen Menschen, 2. des gnädig-belohnenden Gottes, aus Apoc. II, 10. Dey getreu bis etc. Fr. Barbaren, Herrn Leonard Laubens, bürgers und handelsmannes haußfrauen, den 20. Maji 1659.[18]
    - Gottes treues hertz und treue hand, aus Sap. III, 8. Die ihm vertrauen, erfahren etc. Fr. Annen Catharinen Meyerin, Herrn Abrahem Falckners sel. wittwen, den 26. Julii 1659.[19]
    - Lang-geharrtete veränderung, aus Job XIV, 14. Ich harre täglich dieweil ich streite etc. Fr. Rosina Grünwaldin, den 30. Julii 1659.[20]
    - Der frommen besondere, bequeme, helsame hinwegraffung, aus Jesa. LVII, 1.2. Die gerechten werden weggerafft für den unglück etc. Hn. Gottfried Trüben, Erbsassen auf Gelderhausen, Chur- und Fürstl. Oberhoffger. Protonotario, den 7. Nov. 1659.[21]
    - Der unglückliche glückselige mensch, aus Job. V, 17-21. Siehe, selig ist der mensch etc. Frau Gertrauden geb. Gräfin, Herrn Christoph Pinckers, des älteren, ICti und Churf. Rats etc. nachgelassener wittwen, den 16. Dezember 1659.[22]
    - Himmlische Friedrichsburg, aus Ps. CXVI, 7.8.9. Sey nun wieder zufrieden meine seele etc. Frau Elisabeth, geb. Siberin, Herrn Philipp Schreiners, Schöppen und Ratsherrn nachgelassenen Wittwen, den 28. Dezember 1659.[23]
    - Die allerbeste haabe, aus Ps. LXXIII, 25.26. Herr wenn ich nur dich habe, so sag etc. Frau Magdalena geb. Prachtin, Herrn Christian Eulenauens sel. nachgelassener wittwen, den 27. Jan. 1660.[24]
    - Langweiliges, jedoch nicht vergebliches harren, aus Ps. CXXX, 5. seqq. Ich harre des Herrn, meine Seele harret etc. Frau Marien Elisabethen, Herrn D. Adam Samuel Freysteins, vornehmen Advocati gewesenen Ehefrauen, den 23. Martii 1660.[25]

  - 2. Bd.
    - Der beständige freund, aus Ebr. XIII, 5. Der Herrr hat gesagt: Ich will dich nicht verlassen etc. Fr. Annen Spenglerin, geb. Rostin, den 20. Mai 1660.[26]
    - Bescheidene sterbens-lust, aus Phil. I, 23. Ich habe lust abzuscheiden etc. Fr. Magdalenen Elisabeth Vetzerin, Herrn Joh. Hoffs auf Ranisdorff gewesene hausehre, den 20. Julii 1660.[27]
    - Kindliches bleiben, folgen, lieben, erben aus Psalm IXXIII, 23. 26. Dennoch bleibe ich stets an dir etc. Fr. Marien Magdalenen Brummerin, geborene Maulin, 9. August 1660.[28]
    - Gott der beste Patron, aus Psalm XXXVII. 5. Befiel dem Herr deine Wege etc. Herrn D. Joh. Born, auf Hilmersdorf, Icto und PP den 7. August 1660.
    - Heilsame Wäge-Kunst, aus 2. Cor. IV. 17.18. Unsere Trübsal die zeitlich etc. Fr. Annen Eleonoren Rysselin, geborener Engelbrechtin, den 15. Aug. 1660.[29]
    - Gefährliche Entzündung und heilsame kühlung, aus Psalm XXXIX, 4.5: Mein hertz ist entbrannt in meinem leibe etc. Hernn M. Joh. Preisibio, des Rats und Stadtrichtern, den 5. Sept. 1660.
    - Himmlisch gesinnet seyn nach der rechten heimath, aus Phil. III, 20.21: Unser wandel ist im himmel etc.n Herrn Zachariae Richtern, handelsmanne, den 9. September 1660.[30]
    - Gottes genaue auffsicht auff das menschliche lebenszielk, aus Hiob. XIV, 5: Der mensch hat seine bestimmte zeit etc. Herrn Sebastian Müller, handelsmann, den 17. Oktober 1660.[31]
    - Der selige himmels-thau und blüphende erden-rose, aus Hos. XIV, 6. Ich will Israel wie ein thau seyn etc. Herrn Joh. Rosen, Philosof. Baccal., den 26. October 1660.[32]
    - Heilsame wachsamkeit, aus Marc XIII, 33.37: Sehet zu, wachet und betet etc. Meister Samuel Holwitzen, kupfferschmiede, den 2. Novembr. 1660[33]
    - Trübseliges verarmen, und höchseliges erbarmen, aus Thren. III, 31. Seqq: Detr Herr verstößt nicht ewiglich etc. Fr. Marien Höpnerin, geborene Müllerin, den 27. Nov. 1660.[34]
    - Das löbliche und selige leben, aus Sap. V, 16.171 Die gerechten werden ewiglich leben etc. Jungfrau Marien Schackwitzin, den 20. Decembr. 1660.[35]
    - Aengstliches zuchthaus, und himmlisches lusthaus der kinder Gottes, aus Psal. LXI, 2. Seqq: Höre, Gott, mein geschrey etc. Fr. Sophien Düncklerin, geborene Barwasserin, den 14. Febr. 1661.[36]
    - Selige erkäntniß der eitelkeit, aus Predi. I, 14: Ich sahe an alles thun etc. Joh. Riedeln, handelsmann, den 7. Martii 1661.[37]
    - Finstere trauer-angst, und freudiges lebenslicht, aus Psalm, XIII, 2. seqq: Herr wie lange wilt du mein so gar etc. Catharinen Heylandin, geborener Heintzin, den 12. Mart. 1661.[38]
    - Der frommen folge und des Helffers treu, aus Joh. X, 27. seq: Meine schaaffe hören meine stimme etc. Fr. Elisabeth Schambergerin, geborene Rostin, den 22. Mart. 1661.[39]
    - Die erwünschte, unverdiente, unvergleichliche herrligkeit derer allhie leidenden Christen, aus Rom. VIII, 18: Ich halte es darfür, das dieser zeit leiden etc. Frau Annen Englebrechtin, geborener Nefinn, den 5. April 1661.[40]
    - Allersüsseste, sicherste, und seligste lust der fromme, aus Psal. XXXVII, 4. seq: Habe deine Lust am Herrn etc. Herrn Johann Müllern, handelsmann, den 30. April 1661.[41]
    - Der einttzige, allgemeine, allernützlichste heilbrunnen, aus Act. IV, 12: Es ist in keinem anderen heil. etc. Herrn Nicolao Severo, jurium Practico, den 24. Maji. 1661.[42]
    - Fürtreffliche factorie oder das rechte wohlmachen, aus Psalm. XXXVII, 5: Befiel dem Herrn deine wege etc. Herrn Frantz Beren, auf Nitzschwitz uff Pönitz, des Rats und handelsman, den 12. Juni 1661.[43]
    - Theologische erklärung, aus Psalm CXIX, 115: Weichet von mir ihr boßhafftigen etc. Herrn D. Joh. Hülsemannen, den 16. Juli 1661.
    - Der Christen aushalten und Gottes erhalten, aus Ps. I. XXIII, 23. seq: Dennoch bleib ich stets an dir etc. Fr. Annen Margariten Müllerin, geborenen Findelkellerin, den 21. Junii 1661.[44]
    - Himmlische leitung, aus Psalm. LXXIII, 23. seq: Dennoch bleib ich stets an dir etc. Herrn Heinrich Gottfried Cronbergen, J.U.C. den 29. Julii 1661.[45]

  - 3. Bd.
    - Erbetenes, geziemendes, erfreuliches, nöthiges ablassen Gottes, aus Ps. XXXIX, 13.14: Höre mein gebet, Herr, etc. Paul Wagnern, Herrn D. Paul Wagners, Bürgermeisters allhier sohne, den 20. Septemb. 1661.[46]
    - Erweckung heilsamer sehnsucht, aus Jesa. XXXVI, 16. Herr wenn trübsal da ist etc. Herrn Adam Mohren, bürgern und tuchhändlern, den 7. Novembr. 1661.[47]
    - Liebreiches Andencken Gottes. Im Namen Jesu! Amen. Aus Psal. IX, 19: Der Herr wird des armen etc. Herr Christoph Platzen, bürgern und Handelsmannee, den 7. Novembr. 1661.[48]
    - Beschwerliches zurückbleiben und gefährliches und gefährliches heimreisen, aus Psal. XXXIX, 13.14: Höre mein gebet, Herr etc.. Herrn Christian Klein, bürgern und Buchhändlern zu Frankfurt am Mayn, den 18. Novembr. 1661.[49]
    - Der Christen werther, beliebter und sicherer todesfall, aus Matth. X, 29.30. Kauffet mann nicht zween sperlinge etc. Frau Sabinae, Herrn Melchior Stieglitzens Not. Publ. & Judic. Sax. Procuratoris gewesenen hausehre, den 10. Novemb. 1661.[50]
    - Göttlicher schule lehr-sing-bet-zucht- uff Examens ehren stunden, aus Psal. LXXI, 17-21: Gott du hast mich von jugend auf gelehret, etc. Frau Margarethae geborene Leyserin, Herrn Enoch Heylandes hinterlassenen wittwen, den 19. Januar 1662.[51]
    - Der kinder Gottes zustand, aus I. Johann. III, 1.2.: Sehet, welch eine liebe hat unser Vater erzeigt etc. Frau Elisabeth geb. Scherlin, Herrn Peter Beckers haußfrauen, den 20. Januar 1662.[52]
    - Elixit vitae oder seelen-artzney, aus Psal. CXIX, 92: Wo dein gesetz nicht wäre mein trost etc. Fr. Mariae geb. Schacherin, Herrn Johann Jacob Mauls, bürgers und handelsmannes, haußfrauen, den 8. Mart. 1662.[53]
    - Selige cur der willigen patienten, aus Matth. VI, 10. und Luc. XI, 2: Dein wille geschehe, Herr Christian Langen, Prof. P. Facult. Med. Seniori, den 24. Martii 1662.[54]
    - Lebensbuch, aus Johan. III, 16: Also hat Gott die welt geliebt etc. Herrn Matthiae Götzen, bürgern und buchhändlern, den 11. Juni 1662.[55]
    - Der Christen als rechter freyherren edele auffwartung, selige ruhe, immerwehrende herrlichkeit, aus Rom. XIV, 8: Leben wir, so leben wir dem Herrn etc. Herrn Johann Lufften, den 15. Jul. 1662.[56]
    - Aengstliches erniedrigen, und seliges erhöhen, aus Psal. XXV, 17. 18: Die angst meines hertzens ist groß etc. Jungfer Catharinen Rosinen, Herrn Johann Geringers Jur. Pract. & Nat. Publ. hinterlassenen tochter, den 13. Septembr. 1662.[57]
    - Unlustiger welt-winter und unvergleichlicher himmels-frommer, aus Psal. CXXVI, 5.6: Die mit threnen säen etc. Frau Elisabethae, geb. Barwasserin, Herrn Georgii Schubarts, bürgers und handelsmanns, haußfrau, den 18. Octobr. 1662.[58]
    - Gewisses, herrliches, nützliches, beständiges sehen, aus Ps. XXVII, 13. Ich glaube aber doch, daß etc. Frau Margaretha Kühnin, Martin Kühneens, bürgers und schneiders, hausfrauen, den 10. Januaru 1663.[59]
    - Des Alters verrichtung, reden, beten, rühmen, hoffen, aus Psalm LXXI, 17. Gott du hast mich von jugend auf gelehret etc. Frau Reginen Rappoltin, Herrn Heinrich Rappolts, Senatoris, Judicis & Pharmacop Pegau hinterlassenen Wittwen, den 5. April 1663.[60]
    - Der siechen tägliches sterben, aus Ps. XXXI, 11.12. Mein leben hat abgenommen für trübniß etc. Frau Gertrauten, Herrn Jacob Sparwalds, bürgers und handelmanns hausfrauen, den 10. Jun. 1663.[61]
    - Gott unser bester beschützer und rechter beförderer, aus Psal. III 4. Aber du Herr bist der schild für mich etc. Herr Joh. Zaulichen, bürgermn und Handelsmann, den 3. Julii 1663.[62]
    - Aller seligste leibeigenschaft, aus Rom. XIV, 7.8. Unser keiner lebt ihn selber etc. Herrn Georg Opitzen, bürgern und jubilieren, den 17. Januarii 1664.[63]
    - Lieb-sinn- und hülfreiches hertzbrechen Gottes, aus Jer. XXXI, 20. Ist nicht Eprahim mein theuer Sohn etc. Herrn Joh. Scherlen, bürgern und Kaufmann, den 21. Febr. 1664[64]
    - Der christliche Acturarius, aus Ps. CXVIII, 17. Ich werde nicht sterben, sondern leben etc. Herrn Martin Neandern, N. P. C. & Actuario, den 6. Mart. 1664.[65]
    - Die wunder-güte Gottes, aus Psalm XXXI, 22. Gelobet sey der Herr, daß er hat eine wunderliche güte mir etc. Herrn Paul Bosen, bürgern und jubilieren, den 10. Mart. 1664.[66]
    - Der welt-gäste frist, unlust, abschied, aus Psalm XC, II. Unser Leben währet siebentzig Jahr etc. Herrn Michael Martin Moltzern, bürgern und gastwirthen, den 24. April 1664.[67]
    - Der fromme Ehrich, aus Psalm. LXXXIV, 12.13: Der Herr giebt gnade und ehre, Herrn Erich Volckmarn Consistorii Protonot. & Facult. Jur. Actuar, den 24. Maji 1664.[68]
    - Der wieder fundenen und erlöseten schäfflein Christi schmertzens-freye freude, aus Jesa. XXXV, 10: Die erlöseten des Herrn werden wieder kommen etc. Johann Schiltern, J. U. D. den 26. Jun. 1664.[69]
    - Lebensbrunnen, aus Apoc. XXI, 6,7: Ich bin das A und das O, etc. Herrn Johann Brunnemann, Medicin. Studioso den 3. Julii 1664.[70]
    - Der ansehnliche, annehmliche, rechtselige vollkommene, aus Sapient. IV, 13.14: Er ist bald vollkommen worden etc. Herrn Henrich Volkmarn dem jüngeren, den 19. Juli 1664.[71]
    - Die selige vollkommenheit, aus I. Corinth, XIIII, 10: Wenn aber kommen wird das vollkommene etc. Jungf. Sophien Elisabeth, Herrn Henrich Volckmars, J.U.D. & Prof. Publ. nachgelassenen Tochter, den 5. August 1664.[72]

  - 4. Bd.
    - Die in trübsal bewehrten und von Gott geehrten, aus Apoc. VII, 13. 172: Und es antwortet der ältesten einer etc. und aus Jacob. I. 12: Selig ist der mann, der die anfechtung etc. zugleich Jungf. Dorotheae Mariae und Jungf. Annae Rosinae, Herrn Abrahami Telleres, SS. Theol. D. Consist. & ad D. Thom. Pastoris hinterlassenen Töchtern, den 29. Jul. 1664.[73]
    - Kurtze vermeinte ungnade, und lange rechtschaffne himmels-gnade, aus Jes. LIV, 7.8: Ich habe dich eine kleinen augenblick verlasen etc. Frau Sophien geborene Benckendorffin, Herrn Johann Meyers Seren. El. a Consil. Fac. jur. Sen. etc. hinterlassenen wittwen, den 3. Aug. 1664.[74]
    - Des finckenden erhöhung, aus Psal. XL, I. seqq: Ich harre den Herrn, und er neiget sich zu mir etc. Herrn Georg Joachim Tauchern, J.U.D. & Practico etc., den 10. Octobr. 1664[75]
    - Nützlichste verwandlung auch des bösen in das beste, aus Rom. VIII, 28: Wir wissen aber, daß denen etc., Frauen Catharinae Elisabethae geb. Verbigin, Herrn Simon Löfflers ehelichen hausfrauen die 23. Decembr. 1664.
    - Die beste ehren-stusse, aus Apoc. XIV. 13: Selig sind die todten, die etc. Herrn Carolo Reinberg, Jur. Stud. den 16. Januar. 1665
    - Das letzte und das beste, aus Psalm LXXIII, 25.26: Wenn ich nur dich habe, so sage etc. Herrn Peter Siben, LL. Stud. den 20. Febr. 1665.
    - Der edle Friedemann, aus Sap. IV, 7-14: F´Der gerechte ob er gleich zeitlich stirbet etc. Herrn Friedemann von Selmnitz, den 9. Martii 1665.
    - Letzte befreyung aus allen sünden und angst-netzen, aus Psal. XXV, 15: Meine Augen sehen stets zum Herrn etc. Fr. Susannen Friedelin, Herrn Valentin Heerbrandes, Ch. S. Hoffpredigers Ehefrauen den 27. April 1665.
    - Die erlöste Löserin und muthige Miltitzin, aus Prov. XIV, 32: Der gerechte ist auch in seinem tode getrost, Fr. Annen Margariten, geb. Löserin, aus dem Hause Kittlitz, Herrn Haubolds von Miltitz etc. Hochad. Eheliebsten, den 20. Septemb. 1667.
    - Liebesprobe, samt probenutz, aus Psal. LXXI, 20.21: Herr du lässest mich erfahren viel und große angst etc. Frau Annen geb. Krammin, Herrn D. Christoph Bulaei Past. Superintend. & Consistorialis Dresdensis hausehre am St. Johannisfest 1669.
    - Die kluge braut und der erwünschte Bräutigam, aus Job. XIX, 25.26.27: Ich weiß, das mein Erlöser lebet etc. Jungf. Johannae Dorotheae, Herrn Johann Andreas Lucii Churf. Sächs. Hoffpredigers Tochter, und Caspar Ringenhains, Wittenberg Acciß-einnehmers, verlobten braut, den 26. Julii 1670.

- Der (1) Beruffene/ (2) ämsige Philippus/ aus Johan. I, 43. ad 46.: fürgestellet; als auff Des Durchlauchtigsten Churfürstens zu Sachsen … befehl und verordnung/ Der … Herr Paulus Philippus Röber/ Der H. Schrifft Licentiatus, und vorher zu S. Jacob in Freiberg Pastor, Zum Obersten Pfarr- und Superintendenten ambt daselbs/ am … 1. Maii A. 1672. … investirt und eingewiesen worden. Becker, Freyberg, 1672 (Online)
- I. Verdrüßliche/ II. Durchgehende III. Immerwährende IV. Mannigfaltige Lebens-Last; aus dem Spruch Sirachs/ c.XL, 1.2.3: Es ist ein elend jämmerlich ding um aller menschen leben/ [et]c. Bey … Leich-begängniß des … Hrn. Curt Reinigken/ Freyherrn von Callenberg ...: am 24. tage Octobr. des 1672. Jahrs/ in der Kirchen zum heil. Creutz in der Churfürstl. Residentz-Stadt Dresden. Schürer Erben-Götze Erben-Fritzsch-Hahn, Leipzig, 1673 ([I. Verdrüßliche/ II. Durchgehende III. Immerwährende IV. Mannigfaltige Lebens-Last; aus dem Spruch Sirachs/ c.XL, 1.2.3: Es ist ein elend jämmerlich ding um aller menschen leben/ [et]c. Bey … Leich-begängniß des … Hrn. Curt Reinigken/ Freyherrn von Callenberg ...: am 24. tage Octobr. des 1672. Jahrs/ in der Kirchen zum heil. Creutz in der Churfürstl. Residentz-Stadt Dresden Online])
- Die köstlichste Arbeit/ aus dem 119. Psalm v. 54. […] bei Ansehnlicher und Volckreicher Leichbestattung Des […] Herrn Henrich Schützens […]. Andreas Löffler, Dresden 1672 (Online)
- Des treuen Kirch-Gärtners (1.) Werth und (2.) Lohn. aus I. Corinth. … bei christlicher Einweisung und Investitur Des … Johan. Fridrich Maiers d. H. Schrifft Licent. als auf Churfl. Durchl. zu Sachsen gnädiste verordnung/ Derselbe am 9. Septemb. Anno 1674. der christlichen Gemeine zu Leißnig und umligender dioeces zum Pfarr und Superintendenten offentlich fürgestellet ward. Bergen & Hamann, Dresden, 1674 (Online)
- Die Allerseligste Bestallung; Aus dem Spruch Joh. 12, 26. Wo ich bin/ da soll mein Diener auch sein: bei … Leichbestattung Des … Valentini Heerbrands/ Churfl. Durchl. zu Sachsen in die 34. Jahr wohlbestelten Hof-Predigers/ Nach dem derselbige im 63. Jahre seines Alters jüngsthin am 18. Iulii dieses lauffenden 1674. Jahres … verschieden/ und darauf den 27. eiusdem in der Sophien Kirche allhier zu Dresden/ dem Leibe nach/ zur Ruhe bracht worden/ In Gott andächtig erwogen/ und hernach auf begehren in Druck gegeben. Baumann, Dresden, 1674 (Online)
- Allgegenwarth Unsers Allsehenden Gottes: Nach Anleitung etlicher Biblischen Sprüche/ in dessen Furcht/ zu sein- und seines Nähesten Erbauung/ betrachtet. Hübner, Dresden, 1674 (Online)
- Des treuen Kirch-Gärtners (1.) Arbeit, (2.) Herr ... : bei christlicher Einweisung und Investitur Des … Herrn M. Johann Georgen Dietzschen, als … Derselbe der christlichen Gemeine zu Colditz … zum Pfarr und Superintendenten … offentlich dargestellet ward. Bergen, Dresden, 1674 (Online)
- Der allerkostbarsten Kreutz-Artznei 1. Verdrüßlicher Gebrauch; 2. Unschätzbarer Nutz/ 3. Vernünfftiger Patient. Aus den Worten Pauli (2. Corinth. IV, 17.18.) ...: Bei … Leich-Bestattung Der … Frauen Rachel/ Freyin von Rechenberg/ gebornen von Werthern/ Des … Herrn Johann Georgens/ Freiherrns von Rechenberg/ Herrns auf Reichenau/ Hermsdorff/ Eytra … hoch-ansehnlich bestallten Ober-Hof-Marschalls … Gemahlin/ Am 14. Febr. Anno 1677. in der Kreutz-Kirche zu Dreßden … fürgetragen. Bergen, Dresden, 1677 (Online)
- Der betrübte und numehr Geliebte Buhle/ aus dem 62 Jesaiae v. 4.5. ...: bei Hochansehnlicher Leichbestattung des … Herrn Christophori Bulaei Der H. Schrifft Doctoris … Superintendentens in Dresden/ Welcher … am 8. Septem. dieses 1677. jahres sein irdisch leben selig geschlossen/ und darauf am 18. gedachten monats … in sein ruhkämmerlein bracht worden. Mieth & Bergen, Dresden, 1677 (Online)
- Anständige pflicht sowohl sorgfältiger Hörer, als gebundener Lehrer über Eph. 6,18 Sq.. Wachet mit allen anhaltenden und stehenden für alle Heiligen und für mich etc. Bei Christlicher Investitur und Einweisung, Des WohlEhrwürdigen/ Hochachtbaren und Wohlgelehrten Herrn M. Albini Seyfried/ Wohlverordneten Pfarrers zu S. Jacob, wie auch der gesamten Dioeces Chemnitz Superintendentens. Am 1. tag Augusti A. 1677 in volckreicher Versammlung daselbs … Fritzsch, Dresden, 1677 (Online)
- Des Durchlauchtigsten Fürstens … Johannis Georgii II. … bey Weihung der Moritzburger Capel am 24. Junii … wie auch bey Einweihung Des Kirchleins zum Königstein am 1. Octobr. … durch die damals gehaltenen beyden Predigten dargestellet. Bergen, Dresden, 1676 (Online), 1678 (Online)
- Der ehrwürdige Lehrer und ehrerbietige Zuhörer über 1 Timoth. 5,17. 18. … Herr Joh. Andreas Lucius … Bergen, Dresden, 1678 (Online)
- Friedens-Predigten/ an dem Von Churfl. Durchl. zu Sachsen/ Wegen des im Röm. Reich und benachbarten König-Reichen getroffenen Allgemeinen Friedens/ Am XX. Sontag nach Trinit. 2. Novembr. 1679. durch dero Lande angestellten Danck- und Freuden-Fest. Anna Elisabeth Bergen, Dresden, 1679 (Online)
- Sursum Deorsum! Oder Die alleredelste Sorgfalt Des … Herrn Johann Georgen Des Andern/ Hertzogens zu Sachsen ...: Aus Höchst-gedachter Ihrer Chur-Fürstl. Durchl. Symbolo und nach Anleitung der Worte Pauli/ Col. III, 1. 2. Als Dero am 22. Augusti, Anno 1680. höchst-seeligst verblichener Leichnam … Am 29. Eiusdem, war der XII. Sonntag nach Trinitatis, In die Kirche Auf dem Schloß Freudenstein zu Freyberg gesetzet worden. Anna Elisabeth Bergen, Dresden, 1680 (Online)
- Des Hochwürdigsten Durchlauchtigsten Fürsten und &#152;Herrn&#156; [Herrn], Herren Aucusti, Postulirten Administratoris des Primats und Ertzstiffts Magdeburg, Hertzogens zu Sachsen … Höchstseligsten Andenckens, geführtes Symbolum ... : Bey der … Begängnüs-Predigt, In der Schloß-Kirche zu Freyberg am 23. tag Julii Anno 1680. in einfalt überleget und erkläret. Günther, Meißen, 1680 (Online)
- Todes-Gedancken: Nach Anleitung etlicher Biblischer Sprüche angestellet/ Denen zu Ende Etliche Geistreiche Gesänge des sel. Herrn Autoris angehänget worden. Bergen, Dresden, 1682 (herausgegeben durch Samuel Benedict Carpzov, Online); Berg, Dresden, 1687 (Online);
- Liebe Zu Gott und dem Nähesten: nach Anleitung LII. Biblischer Sprüche. Fritzsch-Gleditsch-Günther, Leipzig, 1683 (Online)
- D.O.M.S. Prælectiones Academicæ In Danielem Prophetam, Habitae antehac Lipsiae. Lanckisch & Fleischer, Leipzig, 1684 (Online); Lankisch, Leipzig, 1702 (Online)
- Opuscula philologica, ut de luctu Ebraeorum, ministro ecclesiastico, deo, angelis, homine, precibus pro defunctis ... : Quondam sparsim edita, nunc vero hac forma primum in unum volumen correctius colelcta, cum indicibus rerum & verborum copiosissimis. Gensch, Frankfurt/Main, 1691 ()
- Opera Omnia. Amsterdam 1696, Bd. 1 (Online); Bd. 2 (Online)
- Commentarius in Psalmos Davidis: Fontium Ebraeorum Mentem, Et Vim Vocum Phrasiumque Sacrarum, Sensumque Adeo Genuinum, Adductis Copiose Locis Parallelis, Collatis Etiam, Ubi Opus, Versionibus Interpretumque Sententiis, Et Enodatis Difficultatibus Grammaticis Cum Cura Eruens … Qui Ad Finem Habentur … Indices. Bergen, Leipzig, 1681 (Online); Winckler, Dresden, 1697 (Online)
- Väterlicher Unterricht und Letzter Wille An seinem liebsten und eintzigen Sohn Johannem Christianum, Wie Er ein rechtschaffener Christ und gelehrter Mann werden könne; Allen rechtschaffenen Eltern, so aus ihren Kindern gute Christen und gründlich gelehrte Leute ziehen wollen, zur dienstlichen Nachricht aus seinem eigenhändigen Manuscripto communiciret. Emmerich, Leipzig, 1709 (Online)
- Allgegenwart Unsers Allsehenden Gottes : Nach Anleitung etlicher Biblischen Sprüche, in dessen Furcht, zu sein und seines Nähesten Erbauung. Lesche, Dresden, 1717 (Online)